# Championnats d'Europe de triathlon 2010
Navigation
Édition précédente Édition suivante
Les championnats d'Europe de triathlon 2010 sont la vingt-sixième édition des championnats d'Europe de triathlon, une compétition internationale de triathlon sous l'égide de la fédération européenne de ce sport. L'épreuve est constituée de 1 500 mètres de natation, 40 kilomètres de vélo puis 10 kilomètres de course à pied.
Cette édition se tient dans la ville irlandaise d'Athlone et elle est remportée par le britannique Alistair Brownlee chez les hommes et par la suissesse Nicola Spirig chez les femmes.

## Palmarès

### Hommes
| Rang               | Triathlète            | Temps           |
| ------------------ | --------------------- | --------------- |
| Médaille d'or      | Alistair Brownlee     | 1 h 44 min 24 s |
| Médaille d'argent  | Javier Gómez          | 1 h 45 min 4 s  |
| Médaille de bronze | David Hauss           | 1 h 45 min 31 s |
| 4                  | João Silva            | 1 h 45 min 33 s |
| 5                  | Laurent Vidal         | 1 h 45 min 40 s |
| 6                  | Bruno Pais            | 1 h 45 min 45 s |
| 7                  | Alexander Bryukhankov | 1 h 45 min 49 s |
| 8                  | Vladímir Turbayevskiy | 1 h 45 min 54 s |
| 9                  | Oliver Freeman        | 1 h 45 min 56 s |
| 10                 | Filip Ospalý          | 1 h 46 min 6 s  |

### Femmes
| Rang               | Triathlète           | Temps           |
| ------------------ | -------------------- | --------------- |
| Médaille d'or      | Nicola Spirig        | 1 h 57 min 58 s |
| Médaille d'argent  | Carole Péon          | 1 h 58 min 9 s  |
| Médaille de bronze | Lisa Nordén          | 1 h 58 min 20 s |
| 4                  | Ainhoa Murúa         | 1 h 58 min 34 s |
| 5                  | Aileen Morrison      | 1 h 58 min 52 s |
| 6                  | Magali Di Marco      | 1 h 58 min 59 s |
| 7                  | Alexandra Razarenova | 1 h 59 min 2 s  |
| 8                  | Annamaria Mazzetti   | 1 h 59 min 5 s  |
| 9                  | Emmie Charayron      | 1 h 59 min 17 s |
| 10                 | Hollie Avil          | 1 h 59 min 36 s |

### Relais Mixte
| Rang              | Équipe                                                                         | Temps           |
| ----------------- | ------------------------------------------------------------------------------ | --------------- |
| Médaille d'or     | Russie                                                                         | 1 h 15 min 32 s |
| Médaille d'or     | - Yulian Malyshev - Olga Dmitrieva - Alexander Bryukhankov - Irina Abysova     | 1 h 15 min 32 s |
| Médaille d'argent | Italie                                                                         | 1 h 16 min 9 s  |
| Médaille d'argent | - Alessandro Fabian - Charlotte Bonin - Jonathan Ciavetta - Annamaria Mazzetti | 1 h 16 min 9 s  |